# 月ノ美兎
月ノ 美兎（つきの みと）は、ANYCOLOR株式会社が運営するにじさんじに所属するバーチャルライバー、バーチャルアイドル。キャラクターデザインはねづみどし。主な活動場所はYouTube。
ANYCOLOR製作のiPhone X用配信アプリ「にじさんじ」による2Dアバターを使用し、サブカルチャーを中心としたトークやゲーム実況を主体とした生放送を配信している。外部プラットフォームおよびイベントなどでは3Dアバターも使用する。

## 来歴
2018年
- 1月、いちから株式会社が開催した「にじさんじ」公式バーチャルライバーの声優オーディションから選ばれ、1月31日にTwitterで初ツイートをし活動を開始[7]。2月4日、Twitterに初めて動画を投稿した[8]。
- 2月7日、YouTubeに自己紹介動画を初投稿した[9]。 同月10日よりYouTubeで生配信を始めている[10]。
- 3月14日、「【にじさんじJK組】WHITE DAY LIVE」放送中にチャンネル登録者が10万人突破[11]。
- 4月7日、ニコニコ生放送に初出演し、この時初めて3Dモデルが披露された[12]。以後clusterでの配信イベントや日本国内のe-sportsイベント「RAGE」など、様々なイベント・番組において3Dモデルで出演している。4月28日と29日に開催したニコニコ超会議2018の「超バーチャルYouTu”BAR"」に同じくにじさんじライバーの樋口楓、静凛と共に出演（樋口と静は28日、月ノは29日に出演）、にじさんじ内で外部のイベントに出演するのはこれが初となった。
- 5月11日、チャンネル登録者20万人突破[11]。
- 6月1日、初の公式イベント「月ノ美兎の朝まで起立しナイト（仮）」を開催し、ゲストには本人のキャラクターデザインを担当しているねづみどしと漫画家の小林銅蟲が登場した。また、8月17日に2回目となる公式イベント「月ノ美兎の夏休み〜課外授業編〜」が開催された。その他、ライブ配信サイトOPENREC.tvやスマホ専用の配信アプリREALITYなどにおいても活動している。
- 12月14日、「月ノ美兎」が「ネット流行語 100 2018」トップ20単語賞に入賞した[11]。

2019年
- 1月3日、チャンネル登録者30万人突破[11]。
- 10月19日、チャンネル登録者40万人突破[13]。

2020年
- 4月18日、チャンネル登録者50万人突破[11]。
- 9月7日、チャンネル登録者60万人突破[14]。
- 10月7日、Sony Music Labels Inc.（ソニー・ミュージックレーベルズ）よりメジャーデビュー（#ディスコグラフィも参照）[15]。
- 12月21日、事務所の垣根を超えた12組のVtuberと、同日デビューしたアイドルユニット「アラサンモード」と共に「e-ma e-ma project」のイメージキャラクターに起用[16]。

2021年
- 2月10日、チャンネル登録者70万人突破。同月、「pixiv創作マンガ2021」に特別選考委員として参加[17]。8月にはpixiv主催の中高生向けオンラインマンガイベント「pixiv学生マンガデイ」にメインパーソナリティーとして参加した[18]。
- 3月1日、初のエッセイ集『月ノさんのノート』を出版[19]。
- 8月11日、1stアルバム「月の兎はヴァーチュアルの夢をみる」を発売[20]。
- 10月17日、月ノの自作ゲームであるフリーゲーム『にじさんじのタイプ診断』が、ふりーむ!でリリース。にじ診断は、1周約40分のプレイで自分の性格に近いにじさんじライバーを導き出す、お手軽性格診断ゲームとなっている[21]。
- 11月16日、Zepp DiverCityにて1stワンマンライブ『月ノ美兎は箱の中』を開催[22]。ファンに見つからないよう段ボールに入って運ばれたという、エッセイ集『月ノさんのノート』を書いた際つけられた1タイトルが、今回のライブタイトルになっている[23]。

2022年
- 12月12日、チャンネル登録者数100万人を突破[24]。

## 人物
デビュー前からバーチャルYouTuber（以下、VTuber）が好きで、どうすればVTuberになれるか検索し、にじさんじのオーディションを見つけたことがにじさんじの公式ライバーへの応募のきっかけ。初めて見たVTuberはキズナアイだった。初配信の緊張した様子から当初は可愛らしく清楚な女の子かと思われたが、秀逸な言語センスとサブカル知識を披露し、そのギャップと造詣の深さから注目を集めた。

### 基礎情報
バーチャル世界の女子高生 で、16歳の高校二年生。映画研究部所属。身長は151cm。血液はB型。誕生日は9月24日。公式プロフィールによれば、性格は「ツンデレだが根は真面目な学級委員。本人は頑張っているが少し空回り気味で、よく発言した後で言いすぎたかもと落ち込んだりする」としている。ファンからは「委員長」と呼ばれている 。しかし、配信ではそのようなキャラクター設定にとらわれないトークを展開し、既存のVTuberが3DCGによる動画公開をメインとしてキャラクター設定と世界観を厳守する中において、月ノの2Dによる生放送配信スタイルは衝撃をもたらした。活動初期には「サブカルクソムカデ」ともあだ名された（芸風も参照）。
好きな食べ物は、紅茶、モツ（曰く「赤子の拳のような」形が好み）、納豆、ハンバーグ。とくに、初投稿作品で語ったモツの話は代名詞のようになっている。

### 趣味・嗜好
オタクを自認し、アニメ・マンガなどのオタク趣味に傾倒している。幼少期には『美少女戦士セーラームーン』が好きだった。アニメとマンガどちらも愛好するが、どちらかと言えばマンガが好きで同人誌を出したこともある。親の影響もあり、『寄生獣』『ブラック・ジャック』『ヒストリエ』などを小学生の頃から読んでいた。一時マンガ家になりたいと思った時期もあったが、『ちゃお』に掲載されたマンガ家のスケジュールの自由のなさを見て断念した。『パラサイト 半地下の家族』がアカデミー賞を受賞する以前からのポン・ジュノ監督のファンで、『母なる証明』は何度も観返している。
ゲームでは『アイドルマスター』のファン。同作に楽曲を提供していて、月ノが「一人の人間として大好き」と語る作曲家のササキトモコによる楽曲提供がメジャーデビュー曲「それゆけ!学級委員長」で実現した。
VTuberはデビュー前から見ており、ニコニコ動画への造詣も深く、自身が人気を得た理由もニコニコ動画で取り上げられた部分が大きいと分析している。また変わった趣味としてLINE NEWS（主にエンタメカテゴリ）の「誰に需要があるのかわからないような、どうでもいい記事」をコレクションしており、後述する「月ノ美兎の放課後ラジオ」におけるコーナーの一つ「LINEニュース定例会」の由来となっている。

### 芸風
配信開始の際に「起立！ 気をつけ！」、終了の際は「気を付け！ 着席！」と挨拶するのが定番。配信内容は雑談、ゲーム実況、ボイスチェンジャーを使ってのセリフリクエストなど様々である。初期のゲーム実況では劇団ヨーロッパ企画の団員が制作したフリーゲームを好んでプレイし、これが縁となり書評インタビューを寄稿している。
自らを「清楚」なキャラクターであると称する一方で、そのイメージに囚われない自由なトークを持ち味としており、公式設定からかけ離れた言動が頻出するのが特徴。Mirrativでの初配信で「ムカデ人間を見たことある？」という視聴者からの質問に対し「観ました」と回答した上で映画の内容を解説したことを皮切りに、雑草の食べ比べをしたり、血吐き少女という自作コスプレを披露したり、血糊を混ぜ込んだクッキーを焼いたりといった、過去の様々な奇行を配信内で語っている。配信中においても、プレイ中のゲームで性的な映像が流れはじめたことに動揺し、「わたくしで隠さなきゃ」と言い自身の顔（アバター）でゲーム画面を覆い隠すという突飛な対処を行った。以降、「自分自身を使って何かを隠す」ことが持ちネタとなる。
活動初期は実家暮らしだったため、家族の目から逃れるべく洗濯機の上にノートパソコンを置き、スマートフォンを洗剤に立てかけ、中腰の状態で配信を行っていた。その独特な配信スタイルのために、洗濯機は月ノ美兎を象徴するアイテムとして扱われるようになった。なお4月中旬頃に親戚の伯母のマンションに引っ越して一人暮らしを始め、以降の配信は自室もしくは友人の家から通常のスタイルで行なっている。
どこか「お笑いラジオっぽい」と指摘される芸風は、自身がファンでよく聴いていたオードリーの『オードリーのオールナイトニッポン』や、これもよく見ていたというゲームの実況プレイなどの影響を受けている。

### 交友関係
にじさんじ1期生の樋口楓と静凛とは仲が良く、3人とも女子高生という共通点があるため、「JK組」名義でコラボ配信を定期的に行っている。樋口とはにじさんじ内でも特に親密な関係を築いている。他のにじさんじ所属ライバーともコラボなどで親交があるほか、前述したJK組メンバーをはじめとする数名とは配信外でも私的に交流している。
自身のデビュー以前から電脳少女シロのファンだったことを公言しており、互いの企画に対しメッセージや動画などを送り合っているほか、ミライアカリなどのVTuberと共にしばしばイベントで共演している。
配信中に好きな漫画の一つとして小林銅蟲の『めしにしましょう』を挙げたことで交流が生まれ、小林の用意した料理・食材を月ノ美兎が食レポするというコラボ企画に発展している。また、『めしにしましょう』第5巻の帯コメントを月ノが担当したほか、月ノのオフラインイベントに小林がゲストとして参加している。
Perfumeののっち（大本彩乃）は月ノが配信を始めた当初からのファンで、2020年9月21日に開催されたオンラインフェス「"P.O.P" Festival（Perfume Online Present Festival）」では「Fall Guys: Ultimate Knockout」をプレイするコラボレーションを行った。
漫画家のなもりは月ノを推しており、「ゆるゆり」20巻にはコラボ企画として月ノ美兎のお祝いイラストが収録。「にじさんじバレンタインボイス2021」ではなもりがキービジュアルのイラストを担当した。
初めての外部コラボの相手は届木ウカ。これが縁で届木ウカは元 ANYCOLOR 社員と結婚した。

## ユニット
- JK組

樋口楓、静凛とのコラボユニット。静凜の呼びかけで結成した。
- Twinkle[53]

2019年7月15日始動。本間ひまわり、シスター・クレア、物述有栖、竜胆尊とのアイドルユニット。推奨ハッシュタグは「#2434Twinkle」。
- VWW

にじさんじの月ノ美兎、リゼ・ヘルエスタ、個人勢の名取さな、周防パトラ(元・ハニーストラップ)の4人で結成した、箱を超えたコラボユニット。
- JuvveL

奈羅花、本間ひまわり、夕陽リリ、竜胆尊とのアイドルユニット。

## 企画

### みとラジ
2018年3月から月ノ美兎のYouTubeチャンネルで不定期で配信しているラジオ形式の企画。第1期の正式名称は「月ノ美兎の放課後ラジオ」。放送時間は1時間 - 2時間ほど。にじさんじ内外問わず毎回VTuberのゲストを呼んで、対談をしたりコーナーで視聴者から投稿されたネタを紹介したりする。「LINEニュース定例会」「裁判・帰りの会」「小さな幸せのコーナー」等のコーナーがあり、コーナーネタや一般のお便りや質問等はメールで募集していた。ラジオ企画は世界の生放送ランキング1位（国内1位）、日本のTwitterトレンド1位などの記録を達成し、4月23日に行われた第2回では同時接続数が4.5万人を超えた。2DモデルVTuberの達成した境地として業界関係者からも高い評価を受けたが、月ノは「2Dの制約から行き着いた手段」と消極的に自己分析し、技術力があれば他に試したかったことはあったとしている。2021年7月24日、8月11日にリリースする1stアルバム「月の兎はヴァーチュアルの夢をみる」 収録曲「みとらじギャラクティカ」にちなんで、正式名称を「月ノ美兎のギャラクティカラジオ」とした「みとラジ」第2期を再開。初回ゲストはにじさんじ所属のアンジュ・カトリーナ。

## キャラクターソング
2018年3月12日、ニコニコ動画にてファンによりオリジナルのキャラクターソング「Moon!!」（作詞・作曲・編曲 - iru）が投稿された。この動画ではボーカルは投稿者が製作した月ノの人力ボーカロイドによるものであったが、同年3月18日の「月ノ美兎の放課後ラジオ #1」にて、月ノ本人が歌唱した。
同年6月30日にはFull ver.が投稿され、同年8月17日にヒューリックホール東京にて行われたイベント「月ノ美兎の夏休み～課外授業編～」では本人によるFull ver.の歌唱がなされた。
その後、2020年4月4日にFull ver.の動画が公開された。

## 評価
- 「バーチャルのじゃロリ狐娘Youtuberおじさん」ことねこますは2018年12月の『電ファミコゲーマー』でのにゃるらとの対談で、2018年を振り返るうえで2月の「にじさんじ」と月ノの登場を「バーチャルYouTuberを文化的な視点で見たら、この一年で絶対に語らなくちゃいけない存在」と評価し、3Dであるのが当たり前のVTuberの風潮の中で「2Dでも面白ければいい」ということを示した、と語っている[31]。3Dのために高価な機器や技術がなければ参入できないという当時の障壁を除き、VTuberに個人が参加することを促し、さらに2Dというシステムは生放送が主流になったその後の他のVTuber全体の流れに影響を与えたとする[31]。また、月ノ個人については「誰かを楽しませたい」という強い意志や関心の持ちかたが根底にあり、エンターテイナーとしての素質を備えていると評価している[31]。
- Perfumeののっち（大本彩乃）は、2020年9月21日に開催されたオンラインフェス『"P.O.P" Festival（Perfume Online Present Festival）』で視聴者に「見た目はかわいいんだけど、中身はネットに深く潜っているおじさまのような、すごく心地のいい気持ち悪さを持った女子高生」と紹介し、ナタリーの記事では「的確」としている[47]。

## 受賞歴
- 2018年 のとく番〜アイは世界を繋ぐ〜 バーチャルYouTuberランキング 3位
- ネット流行語100 2018 「月ノ美兎」7位[61]
- 2019年 のとく番〜アイは世界を繋ぐ〜2019 第一回Vアワード2019 Good Contents賞最優秀賞受賞

## 出演
太字はレギュラー出演

### テレビ番組
2018年
- VIRTUAL BUZZ TALK!（7月6日・7月13日、TOKYO MX）

2019年
- NHKバーチャルのど自慢（1月2日、NHK総合）
- バーチャルさんはみている（1月9日 - 3月27日、TOKYO MX）
- 超人女子戦士 ガリベンガーVスペシャル（4月6日、テレビ朝日系列、第2部に出演）
- 超人女子戦士 ガリベンガーV（4月11日、テレビ朝日系列）
- 年またぎにじさんじ！～ゆくV！くるV！島﨑信長も来ちゃったよSP！～（12月31日、TOKYO MX）

2020年
- NHKバーチャル紅白歌合戦（1月1日、NHK総合）
- ヨーロッパ企画のYou宇宙be（フジテレビ 第1回：2020年11月27日、第2回：2021年1月3日）
- 年またぎにじさんじ！ 2020-2021 〜島﨑信長とレバガチャダイパン！？SP〜（2020年12月31日-2021年1月1日、TOKYO MX1）

2022年
- 沼にハマってきいてみた（4月26日、NHK総合）

### ラジオ番組
- ミュ〜コミ+プラス（2019年2月6日・2020年8月3日、ニッポン放送）[70][71]
- 文化放送サタデープレミアム にじさんじvs鷲崎健の異次元トークFight!!（2019年12月7日、文化放送）[72]
- A&G TRIBAL RADIO エジソン（2020年6月13日、文化放送）[73]

### インターネットテレビ
- にじさんじのくじじゅうじ（2018年10月17日 - 2019年3月27日、AbemaTV ウルトラゲームス）[74]

### インターネットラジオ
- 匿名ラジオ（2018年8月30日、YouTube）[75]
- だいたいにじさんじのらじお（2019年10月6日 - 、超!A&G+）[76] - 10月パーソナリティ、10月27日放送分まで出演
- 超！A＆G+マンスリースペシャル 月ノ美兎のズル休みラジオ（2019年12月5日 - 12月26日、超!A&G+）[72]

### にじさんじ公式番組
2018年
- にじさん人狼（5月12日）
- にじさんじワードウルフ（7月1日）
- にじさんじものづくりゲーム（9月29日）
- たほいやゲーム（11月17日）
- リベンジハロウィン in cluster（11月17日）
- スマブラ78時間リレー生配信 その19（12月8日）
- にじさんじMIX UP!! 第5回（12月25日）

2019年
- 1周年鍋パーティー（2月9日）
- にじさんじ格付けチェック（5月12日）
- ハイクオリティモーキャプ機材お披露目配信（10月25日）

### ナレーション
- 『トニカクカワイイ』テレビCM（2019年）[87]

### CM
- コンプティーク 2019年2月号 発売CM（2019年）
- 「IMAGINATION vol.1」15秒CM【月ノ美兎】（2019年）

### ゲーム
- デュエル・マスターズ プレイス（2020年、本人役[88]）
- アッシュアームズ-灰燼戦線-（2020年、本人役[89]）
- あのアレなヤバイにじさんじ（2021年、ボードゲーム[90]）
- アドベンチャーゲーム「にじさんじのタイプ診断」（Freem!）[91] - 2021年10月17日 開発：月ノ美兎
- ブラック・サージナイト（2021年、本人役[92]）

### ライブ・イベント
2018年
- 月ノ美兎の放課後ニコ生放送局（4月7日）
- 超バーチャルYouTu"BAR"@ニコニコ超会議2018[DAY2]（4月29日）
- 月ノ美兎の朝まで起立しナイト（6月1日）
- RAGE バーチャルYouTuber GRAND PRIX～2018 Summer～（6月17日）
- 月ノ美兎の夏休み〜課外授業編〜（8月17日）
- バーチャルカラオケ〜2018・夏〜（8月26日）
- RAGE バーチャルYouTuber GRAND PRIX～2018 Autumn～（9月16日）
- VtuberLand開園プレミアムパーティー（9月17日）
  - VtuberLandにじさんじDays 特別ホールイベント（9月24日）

- 【大阪府】ニコニコ町会議全国ツアー2018 in 吹田市 大阪文化芸術フェス2018（10月21日）

2019年
- 「REALITY Festival2 >DIVE」ぶいおん!! SPECIAL（4月8日 オンライン）
- ニコニコ超会議2019 バーチャルさんがいっぱい スペシャルバーチャライブ DAY1・DAY2（4月27日・4月28日、幕張メッセ）
- にじさんじ Music Festival -Powered by DMM music-（10月2日、幕張メッセ イベントホール）
- Virtual to LIVE in 両国国技館 2019（12月8日、両国国技館）

2020年
- にじさんじ JAPAN TOUR 2020 Shout in the Rainbow! 難波 追加公演（4月5日、難波 Zepp Namba 無観客）
- VTuber Fes Japan @ニコニコネット超会議2020（4月18日 ニコニコ生放送）
- 月ノ美兎と一緒に受ける「イラストレーターねづみどしのN高イラスト授業」（10月17日 N予備校）
- 剣持刀也リアルソロイベント【虚空集会】（12月9日 KT Zepp Yokohama ゲスト出演）

2021年
- VTuber Fes Japan 2021 DAY1（1月30日 川口総合文化センター・リリア）
- にじさんじ Anniversary Festival 2021（2月28日 東京ビッグサイト）
- V-Carnival（4月3日 オンライン）
- YouTube Music Weekend vol.3（7月18日 オンライン）
- にじさんじ AR STAGE "LIGHT UP TONES"（8月1日 ライブビューイング）
- pixiv学生マンガデイ（8月22日 オンライン）
- Rin Shizuka Solo Event "Recollection"（9月11日 Zepp Nagoya ライブパートゲスト）
- 委員長の記念ライブ（9月27日 オンライン）
- initial step in NIJISANJI（10月31日 ぴあアリーナMM）
- 月ノ美兎は箱の中（11月16日 Zepp DiverCity）

2022年
- にじさんじ 4th Anniversary LIVE「FANTASIA」（1月22日 横浜・ぴあアリーナMM）

2025年
- 2ndワンマンライブ「Paper Rabbit」（4月18日、J:COMホール八王子）

## ディスコグラフィ

### メジャーシングル
CDシングル
レーベル - しのごの/SACRA MUSIC（ソニー・ミュージックレーベルズ）

### ファーストアルバム
レーベル - SACRA MUSIC（ソニー・ミュージックレーベルズ）

### 音楽配信
| 配信日         | タイトル | 備考                                                            |
| -------------- | -------- | --------------------------------------------------------------- |
| 2020年 9月17日 | Moon!!   | 元はファンアート、のちに本人がカバー（#キャラクターソング参照） |

### オリジナルソング
|    | 投稿日        | タイトル       | 歌               | 楽曲製作者                      | 備考                                                             |
| -- | ------------- | -------------- | ---------------- | ------------------------------- | ---------------------------------------------------------------- |
| 1. | 2018年9月30日 | dream triangle | にじさんじJK組   | clocknote.                      | 同年9月30日のREALITYにて初披露。Full ver.の投稿は2019年2月15日。 |
| 2. | 2019年9月22日 | アオハル       | 月ノ美兎、樋口楓 | 作詞 - のーむー 作曲 - こーしー |                                                                  |
| 3. | 2020年4月4日  | Moon!!         | 月ノ美兎         | 作詞・作曲・編曲 - iru          | ギターはehara、かずぺそ、Senaruが、ベースは土井達也が担当。      |

### 参加作品
| 発売日         | 商品名                                                             | 歌 | 楽曲                                                                       | 備考                                                            |
| -------------- | ------------------------------------------------------------------ | --- | -------------------------------------------------------------------------- | --------------------------------------------------------------- |
| 2019年3月6日   | あいがたりない（feat. 中田ヤスタカ）                               | バーチャルリアル | 「あいがたりない（feat. 中田ヤスタカ）」                                   | テレビアニメ『バーチャルさんはみている』後期オープニングテーマ  |
| 2019年4月24日  | IMAGINATION vol.1                                                  | 月ノ美兎 | 「For フルーツバスケット」                                                 |                                                                 |
| 2019年4月24日  | IMAGINATION vol.1                                                  | ときのそら、おめがシスターズ、える、虹河ラキ、ドーラ、緑仙、ロボ子さん、樋口楓、かしこまり、燦鳥ノム、天神子兎音、月ノ美兎、富士葵 | 「プレパレード」                                                           |                                                                 |
| 2019年8月20日  | Virtual to LIVE                                                    | 月ノ美兎、静凛、樋口楓、える、剣持刀也、森中花咲、シスター・クレア、緑仙、ドーラ、本間ひまわり、鷹宮リオン、ジョー・力一           | 「Virtual to LIVE」                                                        | 『にじさんじ』1周年記念楽曲                                     |
| 2019年10月16日 | 東方電脳歌 グルーヴコースター×東方Project バーチャルカバーソングス | 月ノ美兎 | 「魔理沙は大変なものを盗んでいきました（月ノ美兎 Ver.） - GAME EDITION -」 | ゲーム『グルーヴコースター ワイワイパーティー!!!!』関連曲       |
| 2019年10月16日 | 東方電脳歌 グルーヴコースター×東方Project バーチャルカバーソングス | 月ノ美兎 | 「魔理沙は大変なものを盗んでいきました（月ノ美兎 Ver.） - FULL EDITION -」 | ゲーム『グルーヴコースター ワイワイパーティー!!!!』関連曲       |
| 2019年11月27日 | にじさんじMusic MIX UP!!                                           | にじさんじJK組 | 「Dive with me!!!」                                                        |                                                                 |
| 2020年2月14日  | GROOVE COASTER ORIGINAL SOUNDTRACK 2020                            | DECO*27 feat. ミライアカリ、電脳少女シロ、月ノ美兎                                                                                 | 「GROOVE LOOP （Game Edit）」                                              | ゲーム『グルーヴコースター ワイワイパーティー!!!!』テーマソング |
| 2020年2月14日  | GROOVE COASTER ORIGINAL SOUNDTRACK 2020                            | DECO*27 | 「GROOVE LOOP（Full Version）」                                            | ゲーム『グルーヴコースター ワイワイパーティー!!!!』テーマソング |
| 2020年3月18日  | SMASH The PAINT!!                                                  | 月ノ美兎 | 「アンチグラビティ・ガール」                                               |                                                                 |
| 2021年2月25日  | PALETTE 001 - Wonder NeverLand                                     | 卯月コウ、シスター・クレア、月ノ美兎、花畑チャイカ、町田ちま、レヴィ・エリファ                                                     | 「Wonder NeverLand」                                                       | 『にじさんじ』3周年記念楽曲                                     |
| 2021年11月3日  | 1 ∞ color                                                          | 月ノ美兎、樋口楓、静凛、える、勇気ちひろ、鈴谷アキ、モイラ、渋谷ハジメ                                                             | 「1 ∞ color」                                                              | 1期生8人によるカバーソングミニアルバム                          |
| 2021年11月3日  | 1 ∞ color                                                          | 月ノ美兎、樋口楓 | 「拝啓ドッペルゲンガー（cover）」                                          | 1期生8人によるカバーソングミニアルバム                          |
| 2021年12月8日  | e-ma e-maプロジェクト『e-ma e-ma』+ 月ノ美兎 Ver.                  | 月ノ美兎、ミライアカリ、電脳少女シロ、ときのそら、もこ田めめ、星街すいせい、湊あくあ、花鋏キョウ、音霊魂子                         | 「e-ma e-ma（全員合唱ver）」                                               | UHA味覚糖「e-maのど飴」CMソング                                 |
| 2021年12月8日  | e-ma e-maプロジェクト『e-ma e-ma』+ 月ノ美兎 Ver.                  | 月ノ美兎 | 「e-ma e-ma （月ノ美兎 ソロVer.）」                                        | UHA味覚糖「e-maのど飴」CMソング                                 |

### タイアップ曲
| 公開日        | タイトル               | 歌                                       | 備考 |
| ------------- | ---------------------- | ---------------------------------------- | --- |
| 2019年7月16日 | さらばかゆみ with 剣持 | 月ノ美兎、剣持刀也                       | 池田模範堂「デリケアエムズ」とのコラボ楽曲。 Webアニメ「股間戦士エムズーン」第5話EDの一部歌詞を改変し、歌唱。 |
| 2021年8月12日 | アソビタリナイ         | 月ノ美兎、笹木咲、本間ひまわり、鈴鹿詩子 | ソーシャルゲーム「荒野行動」S19テーマソング                                                                   |

### 映像作品
| 発売日         | タイトル                                                                  | 規格品番  |
| -------------- | ------------------------------------------------------------------------- | --------- |
| 2020年1月29日  | にじさんじ Music Festival 〜Powered by DMM music〜                        | DMPXA-081 |
| 2020年4月27日  | Virtual to LIVE in 両国国技館 2019                                        | NJSJ-007  |
| 2020年10月28日 | にじさんじ JAPAN TOUR 2020 Shout in the Rainbow!                          | NJSJ-10   |
| 2021年10月25日 | にじさんじ Anniversary Festival 2021 -月ノ美兎&樋口楓&Rain Dropsステージ- | NJSJ-030  |
| 2021年12月15日 | にじさんじ "LIGHT UP TONES"                                               | NJSJ-035  |
| 2022年4月27日  | 月ノ美兎1stワンマンライブ「月ノ美兎は箱の中」                             | NJSJ-041  |

### インターネット上で公開されているカバー楽曲
|          | タイトル                              | 歌                                                                     | 原曲製作/歌唱者 | 備考                                                                                      |
| 2018年   | 2018年                                | 2018年                                                                 | 2018年 | 2018年                                                                                    |
| -------- | ------------------------------------- | ---------------------------------------------------------------------- | --- | ----------------------------------------------------------------------------------------- |
| 4月10日  | 団結                                  | 月ノ美兎                                                               | 作詞 - 石原章弘 作曲 - 佐々木宏人 | ゲーム「THE IDOLM@STER」関連曲                                                            |
| 5月7日   | ミツバチ                              | 月ノ美兎                                                               | 編曲 - N.O.B.B 作詞・作曲・歌 - 遊助 | ABCマート「スーパーサマーセール」篇CMソング                                               |
| 5月7日   | バラライカ                            | 月ノ美兎                                                               | 作詞 - BULGE 作曲・編曲 - 迫茂樹 歌 - 月島きらり starring 久住小春 (モーニング娘。) | テレビアニメ「きらりん☆レボリューション」OP                                               |
| 5月7日   | 会いたくて 会いたくて                 | 月ノ美兎                                                               | 作詞 - Kana Nishino、GIORGIO13 作曲・編曲 - GIORGIO CANCEMI 歌 - 西野カナ | ジェムケリー TV-CFソング                                                                  |
| 5月7日   | 太陽曰く燃えよカオス                  | 月ノ美兎                                                               | 作詞 - 畑亜貴 作曲・編曲 - 田中秀和 （MONACA） 歌 - ニャル子（CV：阿澄佳奈） クー子（CV：松来未祐） 暮井珠緒（CV：大坪由佳）                                                                                    | テレビアニメ「這いよれ! ニャル子さん」OP                                                  |
| 5月7日   | 噛むとフニャン feat.Astro             | 月ノ美兎                                                               | 作詞 - was、hight28%、pepue、林尚司 作曲 - masaru iwabuchi 歌 - 西野カナ | ロッテ「Fit's」TVCMソング                                                                 |
| 5月7日   | ラムのラブソング                      | 月ノ美兎                                                               | 作詞 - 伊藤アキラ 作曲 - 小林泉美 歌 - 松谷祐子 | テレビアニメ「うる星やつら」OP                                                            |
| 5月7日   | 悲しみよこんにちは                    | 月ノ美兎                                                               | 作詞 - 森雪之丞 作曲 - 玉置浩二 編曲 - 武部聡志 歌 - 斉藤由貴 | テレビアニメ「めぞん一刻」OP                                                              |
| 5月7日   | only my railgun                       | 月ノ美兎                                                               | 作詞 - 八木沼悟志、yuki-ka 作曲・編曲 - 八木沼悟志 歌 - fripSide | テレビアニメ「とある科学の超電磁砲」OP                                                    |
| 5月7日   | タッチ                                | 月ノ美兎                                                               | 作詞 - 康珍化 作曲・編曲 - 芹澤廣明 歌 - 岩崎良美 | テレビアニメ「タッチ」OP                                                                  |
| 5月7日   | ようこそジャパリパークへ              | 月ノ美兎                                                               | 作詞・作曲・編曲 - 大石昌良 歌 - どうぶつビスケッツ | テレビアニメ「けものフレンズ」OP                                                          |
| 5月7日   | 魂のルフラン                          | 月ノ美兎                                                               | 作詞 - 及川眠子 作曲・編曲 - 大森俊之 歌 - 高橋洋子 | アニメ映画「新世紀エヴァンゲリオン劇場版 シト新生」主題歌                                 |
| 5月7日   | 気まぐれロマンティック                | 月ノ美兎                                                               | 作詞・作曲 - 水野良樹 編曲 - 江口亮 歌 - いきものがかり |                                                                                           |
| 7月5日   | Mr.Music                              | 月ノ美兎、樋口楓、静凛、える、勇気ちひろ、鈴谷アキ、モイラ、渋谷ハジメ | 作詞 - れるりり、ロンチーノ=ペペ、かごめP 作曲- れるりり/ロンチーノ=ペペ 歌 - 初音ミク |                                                                                           |
| 7月9日   | プールの青は嘘の青                    | 月ノ美兎                                                               | 作詞・作曲 - 堀込高樹 歌 - 南波志帆 |                                                                                           |
| 12月24日 | すてきなホリデイ                      | 月ノ美兎                                                               | 編曲 - 山下達郎 作詞・作曲・歌 - 竹内まりや | テレビ朝日系ドラマ「はみだし刑事情熱系」                                                  |
| 12月24日 | サンタが街にやってくる                | 月ノ美兎                                                               | 作詞 - ヘヴン・ギレスピー 作曲 - フレッド・クーツ |                                                                                           |
| 12月24日 | promise                               | 月ノ美兎                                                               | 作詞・作曲・歌 - 広瀬香美 編曲 - 本間昭光、広瀬香美 | 「アルペン」CMソング                                                                      |
| 12月24日 | 組曲『ニコニコ動画』                  | 月ノ美兎                                                               | 制作 - しも |                                                                                           |
| 12月24日 | バカサバイバー                        | 月ノ美兎                                                               | 作詞・作曲 - トータス松本 歌 - ウルフルズ | テレビアニメ「ボボボーボ・ボーボボ」OP                                                    |
| 12月24日 | クリスマスなんて大嫌い!! なんちゃって | 月ノ美兎                                                               | 作詞 - 横山剣、松井五郎 作曲 - 横山剣 編曲 - 横山剣、小野瀬雅生 歌 - クレイジーケンバンド | 「写メール ワールド」CMソング                                                             |
| 12月24日 | 雪だるまつくろう                      | 月ノ美兎                                                               | 作詞・作曲 - ロバート・ロペス、クリステン・アンダーソン＝ロペス | 映画「アナと雪の女王」挿入歌                                                              |
| 12月24日 | Mr.Moonlight 〜愛のビッグバンド〜     | 月ノ美兎                                                               | 作詞・作曲 - つんく 編曲 - 鈴木俊介 歌 - モーニング娘。 | テレビ東京系列「アイドルをさがせ!」OP                                                     |
| 12月24日 | レット・イット・ゴー〜ありのままで〜  | 月ノ美兎                                                               | 作詞・作曲 - ロバート・ロペス、クリステン・アンダーソン＝ロペス 歌 - 松たか子 | 映画「アナと雪の女王」挿入歌                                                              |
| 12月24日 | メルト                                | 月ノ美兎                                                               | 作詞・作曲 - ryo 歌 - 初音ミク |                                                                                           |
| 12月24日 | snowdome                              | 月ノ美兎                                                               | 作曲 - BEAT CRUSADERS 編曲 - BEAT CRUSADERS、渡邊忍 作詞・歌 - 木村カエラ | JR東日本「JR SKISKI」CMソング                                                             |
| 12月24日 | 地上の星                              | 月ノ美兎                                                               | 作詞・作曲・歌 - 中島みゆき 編曲 - 瀬尾一三 | NHK総合テレビ「プロジェクトX〜挑戦者たち〜」主題歌                                        |
| 12月24日 | 風になる                              | 月ノ美兎                                                               | 作詞 - 辛島美登里 作曲 - 植松伸夫 編曲 - 成田勤 歌 - 高垣彩陽 |                                                                                           |
| 2019年   |                                       |                                                                        | |                                                                                           |
| 4月19日  | ネコミミモード                        | 月ノ美兎                                                               | 作詞・作曲 - Dimitri from Paris 歌 - Chiwa Saito played Hazuki | ARuFaによるカバーアレンジ                                                                 |
| 6月10日  | ロキ                                  | 月ノ美兎、樋口楓                                                       | 作詞・作曲・編曲 - みきとP 歌 - 鏡音リン、みきとP |                                                                                           |
| 6月17日  | 偶然天使                              | 月ノ美兎、樋口楓、静凛、える、勇気ちひろ                               | 作詞 - 黒田洋介 作曲・編曲 - 渡辺拓也 歌 - 極上生徒会執行部 | テレビアニメ「極上生徒会」ED                                                              |
| 7月12日  | 絶望レストラン                        | 月ノ美兎、樋口楓、久遠千歳、雨森小夜                                   | 作詞 - 只野菜摘 作曲・編曲 - 橋本由香利 歌 - 絶望少女達 | テレビアニメ「懺・さよなら絶望先生」ED                                                    |
| 7月20日  | Orange Sapphire                       | Twinkle                                                                | 作詞 - Funta3 作曲・編曲 - Funta7 歌 - 城ヶ崎莉嘉（CV：山本希望） 諸星きらり（CV：松嵜麗） 城ヶ崎美嘉（CV：佳村はるか）                                                                                         | アイドルマスター シンデレラガールズ 「THE IDOLM@STER CINDERELLA MASTER jewelries!」収録曲 |
| 8月27日  | うそつき                              | 月ノ美兎                                                               | 作詞・作曲・編曲 - めざめP 歌 - 初音ミク |                                                                                           |
| 8月29日  | POP TEAM EPIC                         | 月ノ美兎                                                               | 作詞・作曲・編曲 - 吟 歌 - 上坂すみれ | テレビアニメ「ポプテピピック」OP                                                          |
| 8月29日  | メニメニマニマニ                      | 月ノ美兎                                                               | 作詞・作曲・編曲 - やしきん 歌 - 高宮なすの（CV：鳴海杏子） | テレビアニメ「てーきゅう」OP                                                              |
| 8月29日  | 恋愛サーキュレーション                | 月ノ美兎                                                               | 作詞 - meg rock 作曲・編曲 - 神前暁 歌 - 千石撫子（CV：花澤香菜） | 化物語「なでこスネイク」OP                                                                |
| 8月29日  | サウダージ                            | 月ノ美兎                                                               | 作詞 - ハルイチ 作曲 - ak.homma 歌 - ポルノグラフィティ | TBS系「ワンダフル」ミニドラマ主題歌                                                       |
| 8月29日  | 今夜はブギー・バック                  | 月ノ美兎                                                               | 作詞・作曲・編曲 - 小沢健二、光嶋誠、松本真介、松本洋介 歌 - 小沢健二 featuring スチャダラパー | フジテレビ系列「タモリのスーパーボキャブラ天国」テーマソング                              |
| 8月29日  | 飾りじゃないのよ涙は                  | 月ノ美兎                                                               | 作詞・作曲 - 井上陽水 編曲 - 萩田光雄 歌 - 中森明菜 |                                                                                           |
| 8月29日  | ケロッ!とマーチ                       | 月ノ美兎                                                               | 作詞 - もりちよこ 作曲・編曲 - 沢田完 歌 - 角田信朗、いはたじゅり | テレビアニメ「ケロロ軍曹」OP                                                              |
| 8月29日  | Yeah! めっちゃホリディ                | 月ノ美兎                                                               | 作詞・作曲 - つんく 編曲 - 高橋諭一 歌 - 松浦亜弥 |                                                                                           |
| 8月29日  | リライト                              | 月ノ美兎                                                               | 作詞・作曲 - 後藤正文 編曲 - ASIAN KUNG-FU GENERATION 歌 - ASIAN KUNG-FU GENERATION | テレビアニメ「鋼の錬金術師」                                                              |
| 8月29日  | そばかす                              | 月ノ美兎                                                               | 作詞 - YUKI 作曲 - 恩田快人 歌 - JUDY AND MARY | テレビアニメ「るろうに剣心 -明治剣客浪漫譚-」                                             |
| 9月24日  | ルージュの伝言                        | 月ノ美兎                                                               | 作詞・作曲・歌 - 荒井由実 | ジブリ映画「魔女の宅急便」主題歌                                                          |
| 12月25日 | LOVEずっきゅん                        | 月ノ美兎                                                               | 作詞・作曲 - 真部脩一 歌 - 相対性理論 |                                                                                           |
| 12月25日 | ニコニコ動画流星群                    | 月ノ美兎                                                               | 制作 - しも |                                                                                           |
| 12月25日 | 白金ディスコ                          | 月ノ美兎                                                               | 作詞 - meg rock 作曲 - 神前暁 歌 - 阿良々木月火（CV：井口裕香） | テレビアニメ「傷物語」OP                                                                  |
| 12月25日 | こんがらがった!                       | 月ノ美兎                                                               | 作詞・作曲 - 朝日 歌 - ネクライトーキー |                                                                                           |
| 12月25日 | DUVET                                 | 月ノ美兎                                                               | 作詞 - Jasmine Rodgers 歌 - bôa | テレビアニメ「serial experiments lain」OP                                                 |
| 12月25日 | 若者のすべて                          | 月ノ美兎                                                               | 作詞・作曲 - 志村正彦 編曲・歌 - フジファブリック | LINEモバイル「虹篇」CMソング                                                              |
| 12月25日 | LILIUM                                | 月ノ美兎                                                               | 作詞・作曲 - 小西香葉、近藤由紀夫 歌 - 野間久美子 | テレビアニメ「エルフェンリート」OP                                                        |
| 12月25日 | はじめてのチュウ                      | 月ノ美兎                                                               | 作詞・作曲・編曲 - 実川俊晴 歌 - あんしんパパ | テレビアニメ「キテレツ大百科」OP                                                          |
| 12月25日 | アンインストール                      | 月ノ美兎                                                               | 作詞・作曲 - 石川智晶 編曲 - THE NEUTRAL、中村修司 歌 - THE NEUTRAL | 全国UHF4局ネットアニメ「ぼくらの」OP                                                      |
| 12月25日 | さんぽ                                | 月ノ美兎                                                               | 作詞 - 中川李枝子 作曲・編曲 - 久石譲 歌 - 井上あずみ | ジブリ映画「となりのトトロ」主題歌                                                        |
| 2020年   |                                       |                                                                        | |                                                                                           |
| 1月9日   | カフェオーレのうた                    | 月ノ美兎                                                               | 作詞 - 松本巌 作曲・編曲 - 松本巌、原田博行 歌 - きっかレン | グリコ乳業「カフェオーレ」CMソング                                                        |
| 1月9日   | 千本桜                                | 月ノ美兎                                                               | 作詞・作曲・編曲 - 黒うさP 歌 - 初音ミク |                                                                                           |
| 1月9日   | 雨は毛布のように                      | 月ノ美兎                                                               | 作詞 - 堀込泰行 作曲 - 堀込高樹 編曲 - キリンジ、冨田恵一 歌 - キリンジ |                                                                                           |
| 1月9日   | THE IDOLM@STER                        | 月ノ美兎                                                               | 作詞 - 中村恵 作曲 - 佐々木宏人 | ゲーム「THE IDOLM@STER」OP                                                                |
| 2月18日  | READY!!                               | 月ノ美兎                                                               | 作詞 - yura 作曲・編曲 - 神前暁 歌 - 765PRO ALLSTARS | テレビアニメ「THE IDOLM@STER」OP                                                          |
| 2月18日  | 君の顔が好きだ                        | 月ノ美兎                                                               | 作詞・作曲・編曲・歌 - 斉藤和義 |                                                                                           |
| 6月6日   | サイレントマジョリティー              | Nijisanji                                                              | 作詞 - 秋元康 作曲 - バグベア 歌 - 欅坂46 | 本間ひまわりのチャンネルで公開                                                            |
| 6月26日  | えらばれし子供たちの密話              | 月ノ美兎                                                               | 作詞・作曲・歌 - 吉澤嘉代子 |                                                                                           |
| 6月26日  | プールの青は嘘の青                    | 月ノ美兎                                                               | 作詞・作曲 - 堀込高樹 歌 - 南波志帆 |                                                                                           |
| 6月26日  | 気になるあの娘                        | 月ノ美兎                                                               | 作詞 - やくしまるえつこ、永井聖一、真部脩一、西浦謙助 作曲 - やくしまるえつこ、永井聖一、真部脩一 歌 - 相対性理論                                                                                               |                                                                                           |
| 6月26日  | 夏の前日                              | 月ノ美兎                                                               | 作詞 - 滝本晃司 作曲 - たま 歌 - たま |                                                                                           |
| 6月26日  | 月のワルツ                            | 月ノ美兎                                                               | 作詞 - 湯川れい子 作曲 - 諌山実生 編曲 - 安部潤 歌 - 諫山実生 |                                                                                           |
| 6月26日  | あの娘はあぶないよ                    | 月ノ美兎                                                               | 作詞・作曲・歌 - 小島麻由美 |                                                                                           |
| 6月26日  | かげろう                              | 月ノ美兎                                                               | 作詞 - 菊谷知樹、こだまさおり 作曲 - 菊谷知樹 歌 - 風浦可符香（CV：野中藍） 常月まとい（CV：真田アサミ） 小森霧（CV：谷井あすか）                                                                               | 「絶望少女達」キャラクターソング                                                          |
| 6月26日  | 夏の魔物                              | 月ノ美兎                                                               | 作詞・作曲 - 草野マサムネ 編曲 - スピッツ 歌 - スピッツ |                                                                                           |
| 6月26日  | 琥珀色の街、上海蟹の朝                | 月ノ美兎                                                               | 作詞・作曲 - 岸田繁 編曲 - くるり 歌 - くるり |                                                                                           |
| 6月26日  | プラチナ                              | 月ノ美兎                                                               | 作詞 - 岩里祐穂 作曲・編曲 - 菅野よう子 歌 - 坂本真綾 | テレビアニメ「カードキャプターさくら」OP                                                  |
| 7月4日   | やられちゃった女の子                  | 月ノ美兎                                                               | 作詞・作曲・歌 - 小島麻由美 | 6月26日のライブ配信の切り抜き                                                             |
| 7月31日  | チュルリラ・チュルリラ・ダッダッダ!   | 月ノ美兎                                                               | 作詞・作曲・編曲 - 和田たけあき 歌 - 結月ゆかり |                                                                                           |
| 7月31日  | 輪!Moon!dass!cry!                     | JK組                                                                   | 作詞・作曲・編曲 - 山崎真吾 歌 - 田中望（CV：赤崎千夏） 菊池茜（CV：戸松遥） 鷺宮しおり（CV：豊崎愛生） | テレビアニメ「女子高生の無駄づかい」OP                                                    |
| 9月24日  | 気まぐれロマンティック                | 月ノ美兎                                                               | 作詞・作曲 - 水野良樹 編曲 - 江口亮 歌 - いきものがかり | フジテレビ系テレビドラマ「セレブと貧乏太郎」主題歌                                        |
| 9月24日  | 冒険でしょでしょ?                     | 月ノ美兎                                                               | 作詞 - 冨田暁子 編曲 - 藤田淳平（Elements Garden） 歌 - 平野綾 | テレビアニメ「涼宮ハルヒの憂鬱」OP                                                        |
| 9月24日  | God knows…                            | 月ノ美兎                                                               | 作詞 - 畑亜貴 作曲・編曲 - 神前暁 歌 - 涼宮ハルヒ（CV：平野綾） | テレビアニメ「涼宮ハルヒの憂鬱」挿入歌                                                    |
| 9月24日  | 風になりたい                          | 月ノ美兎                                                               | 作詞・作曲 - 宮沢和史 歌 - THE BOOM | DCカードCMソング                                                                          |
| 12月24日 | Magia                                 | 月ノ美兎                                                               | 作詞・作曲・編曲 - 梶浦由記 歌 - Kalafina | テレビアニメ「魔法少女まどか☆マギカ」ED                                                   |
| 12月24日 | 悲しみの向こうへ                      | 月ノ美兎                                                               | 作詞・作曲 - KIRIKO 編曲 - HIKO 歌 - いとうかなこ | テレビアニメ「School Days」第12話挿入歌                                                   |
| 12月24日 | ふ・れ・ん・ど・し・た・い            | 月ノ美兎                                                               | 作詞 - くまのきよみ 作曲 - 藤本貴則 編曲 - 佐々木裕 歌 - 学園生活部 丈槍由紀（CV：水瀬いのり） 恵飛須沢胡桃（CV：小澤亜李） 若狭悠里（CV：M・A・O） 直樹美紀（CV：高橋李依）                                    | テレビアニメ「がっこうぐらし!」OP                                                         |
| 12月24日 | 日曜日の太陽                          | 月ノ美兎                                                               | 作詞・作曲 - 三木茂 編曲 - 西田マサラ 歌 - 石川智晶 | テレビアニメ「なるたる」OP                                                                |
| 12月24日 | コネクト                              | 月ノ美兎                                                               | 作詞・作曲 - 渡辺翔 編曲 - 湯浅篤 歌 - ClariS | テレビアニメ「魔法少女まどか☆マギカ」OP                                                   |
| 12月24日 | もどかしい世界の上で                  | 月ノ美兎                                                               | 作詞・作曲 - 佐々倉有吾 編曲 - 島田昌典 歌 - 牧野由依 | テレビアニメ「N・H・Kにようこそ!」ED                                                      |
| 12月29日 | 行くぜっ!怪盗少女                     | 月ノ美兎、笹木咲、椎名唯華、竜胆尊                                     | 作詞・作曲・編曲 - 前山田健一 歌 - ももいろクローバー | ももいろクローバーの楽曲                                                                  |
| 12月29日 | 豚のご飯                              | 月ノ美兎、樋口楓                                                       | 作詞・作曲・編曲 - NARASAKI 歌 - 大槻ケンヂ 木村カエレ（CV：小林ゆう） | テレビアニメ「さよなら絶望先生」関連曲                                                    |
| 2021年   |                                       |                                                                        | |                                                                                           |
| 2月3日   | Nyanyanyanyanyanyanya!                | 月ノ美兎                                                               | 作曲・編曲 - daniwell 歌 - 初音ミク |                                                                                           |
| 4月20日  | ポケットにファンタジー                | 月ノ美兎、剣持刀也                                                     | 作詞 - 戸田昭吾 作曲 - たなかひろかず 編曲 - 中村暢之 歌 - さち、じゅり | テレビアニメ「ポケットモンスター」ED                                                      |
| 4月20日  | いーあるふぁんくらぶ                  | 月ノ美兎、剣持刀也                                                     | 作詞・作曲 - みきとP 歌 - 初音ミク |                                                                                           |
| 4月20日  | ray                                   | 月ノ美兎、剣持刀也                                                     | 作詞・作曲 - 藤原基央 編曲・歌 - BUMP OF CHICKEN |                                                                                           |
| 5月1日   | ステップアップLOVE                    | 月ノ美兎、ジョー・力一                                                 | 作詞 - DAOKO、岡村靖幸 作曲・編曲 - 岡村靖幸 歌 - DAOKO、岡村靖幸 | テレビアニメ「血界戦線 & BEYOND」ED                                                       |
| 7月1日   | 三原色                                | JK組                                                                   | 作詞・作曲 - Ayase 歌 - YOASOBI | NTTドコモ「ahamo」CMソング                                                                |
| 7月17日  | アタシポンコツアンドロイド            | JuvveL                                                                 | 作詞・作曲・編曲 - ササキトモコ 歌 - 双葉杏（CV：五十嵐裕美） 前川みく（CV：高森奈津美） 島村卯月（CV：大橋彩香） 小日向美穂（CV：津田美波） 安部菜々（CV：三宅麻理恵）                                         | ソーシャルゲーム「アイドルマスター シンデレラガールズ」キャラクターソング                 |
| 7月26日  | 温故知新でいこっ!                     | 月ノ美兎、リゼ・ヘルエスタ                                             | 作詞・作曲 - ササキトモコ 歌 - 山形まり花（CV：日高里菜） 春日咲子（CV：山口愛） | 「日向美ビタースイーツ♪」キャラクターソング                                               |
| 7月29日  | しゅきぴ                              | JuvveL                                                                 | 作詞 - 指原莉乃 作曲 - JUNKOO、minami rumi 編曲 - 河田貴央 歌 - =LOVE |                                                                                           |
| 8月11日  | ナンダカンダ                          | 月ノ美兎                                                               | 作詞 - GAKU-MC 作曲・編曲 - 浅倉大介 歌 - 藤井隆 |                                                                                           |
| 8月11日  | ニホンノミカタ -ネバダカラキマシタ-   | 月ノ美兎                                                               | 作詞 - エンドウサツヲ 作曲 - DJ OZMA 編曲 - 日比野裕史、荒木陽太郎 歌 - 矢島美容室 | チューインガム「SPASH」CMソング                                                           |
| 8月11日  | 赤のラグナル                          | 月ノ美兎                                                               | | ゲーム「Skyrim」関連曲                                                                    |
| 8月11日  | ダダダダ天使                          | 月ノ美兎                                                               | 作詞・作曲・編曲 - ナユタン星人 歌 - ナナヲアカリ |                                                                                           |
| 8月11日  | 今宵フェスティバブル                  | 月ノ美兎                                                               | 作詞・作曲・編曲 - やしきん 歌 - 高宮なすの（CV：鳴海杏子） | テレビアニメ「てーきゅう」ベストセレクションOP                                            |
| 8月24日  | 夢見る少女じゃいられない              | 月ノ美兎                                                               | 作詞・作曲・編曲 - 織田哲郎 歌 - 相川七瀬 | フジテレビ系ドラマ「Vの炎」ED                                                             |
| 8月24日  | 恋愛サーキュレーション                | 月ノ美兎、でびでび・でびる                                             | 作詞 - meg rock 作曲・編曲 - 神前暁 歌 - 千石撫子（CV：花澤香菜） | 化物語「なでこスネイク」OP                                                                |
| 8月24日  | チューリングラブ                      | 月ノ美兎、樋口楓                                                       | 作詞・作曲 - ナユタン星人 歌 - ナナヲアカリ | テレビアニメ「理系が恋に落ちたので証明してみた。」ED                                      |
| 9月27日  | きらきら武士                          | 月ノ美兎、樋口楓                                                       | 作詞・作曲 - 池田貴史 歌 - レキシ、Deyonná |                                                                                           |
| 9月27日  | かげろう                              | 月ノ美兎、樋口楓                                                       | 作詞 - 菊谷知樹、こだまさおり 作曲 - 菊谷知樹 歌 - 風浦可符香（CV：野中藍） 常月まとい（CV：真田アサミ） 小森霧（CV：谷井あすか）                                                                               | 「絶望少女達」キャラクターソング                                                          |
| 9月27日  | リフレクティア                        | 月ノ美兎、静凛                                                         | 作詞 - riya 作曲・編曲 - 菊地創 歌 - eufonius | テレビアニメ「true tears」OP                                                              |
| 9月27日  | シュガーソングとビターステップ        | 月ノ美兎、剣持刀也                                                     | 作詞・作曲 - 田淵智也 編曲 - UNISON SQUARE GARDEN 歌 - UNISON SQUARE GARDEN | UHFアニメ「血界戦線」ED                                                                   |
| 9月27日  | 旅の途中                              | 月ノ美兎、剣持刀也                                                     | 作詞 - 小峰公子 作曲・編曲 - 吉良知彦 歌 - 清浦夏実 | テレビアニメ「狼と香辛料」OP                                                              |
| 9月27日  | 花ハ踊レヤいろはにほ                  | 月ノ美兎、リゼ・ヘルエスタ                                             | 作詞 - 畑亜貴 作曲・編曲 - 田中秀和 歌 - チーム“ハナヤマタ” 関谷なる（CV：上田麗奈） 笹目ヤヤ（CV：奥野香耶） ハナ・N・フォンテーンスタンド（CV：田中美海） 西御門多美（CV：大坪由佳） 常盤真智（CV：沼倉愛美） | テレビアニメ「ハナヤマタ」挿入曲                                                          |
| 9月27日  | チャイナアドバイス                    | 月ノ美兎、リゼ・ヘルエスタ                                             | 作詞・作曲 - 真部脩一 歌 - 相対性理論 |                                                                                           |
| 12月24日 | ヘビーローテーション                  | 月ノ美兎、鈴谷アキ、える、勇気ちひろ                                   | 作詞 - 秋元康 作曲 - 山崎燿 編曲 - 田中ユウスケ 歌 - AKB48 | UHA味覚糖「ぷっちょ」CM                                                                   |
| 12月24日 | 白金ディスコ                          | 月ノ美兎、勇気ちひろ                                                   | 作詞 - meg rock 作曲 - 神前暁 歌 - 阿良々木月火（井口裕香） | 「偽物語（つきひフェニックス）第8話・第9話・第10話」OP                                    |
| 12月24日 | ツギハギスタッカート                  | パリエかわいい                                                         | 作詞・作曲 - とあ 歌 - 初音ミク |                                                                                           |
| 12月24日 | デッド・ラインダンス、デス            | 月ノ美兎、樋口楓                                                       | 作詞 - 只野菜摘 作曲 - 橋本由香 歌 - 絶望少女達 |                                                                                           |
| 12月24日 | お願いマッスル                        | 月ノ美兎、勇気ちひろ                                                   | 作詞 - サイドチェスト烏屋 作曲 - サイドチェスト烏屋、シックスパック篠崎 編曲 - シックスパック篠崎 歌 - 紗倉ひびき（ファイルーズあい）、街雄鳴造（石川界人）                                                     | テレビアニメ「ダンベル何キロ持てる?」OP                                                   |
| 12月24日 | おジャ魔女カーニバル!!                | 月ノ美兎、静凛、鈴谷アキ、モイラ                                       | 作詞 - 大森祥子 作曲 - 池毅 編曲 - 坂本昌之 歌 - MAHO堂 | テレビアニメ「おジャ魔女どれみ」OP                                                        |
| 12月25日 | スカイクラッドの観測者                | 月ノ美兎                                                               | 作詞・作曲 - 志倉千代丸 編曲 - 磯江俊道 歌 - いとうかなこ | ゲーム「STEINS;GATE」OP                                                                   |
| 12月25日 | 奈落の花                              | 月ノ美兎                                                               | 作詞 - 島みやえい子 作曲 - 中沢伴行 編曲 - 中沢伴行、尾崎武士 歌 - 島みやえい子 | テレビアニメ「ひぐらしのなく頃に解」OP                                                    |
| 12月25日 | Cry Baby                              | 月ノ美兎                                                               | 作詞・作曲 - 藤原聡 歌 - Official髭男dism | テレビアニメ「東京リベンジャーズ」OP                                                      |
| 12月25日 | カゲロウデイズ                        | 月ノ美兎                                                               | 作詞・作曲 - じん 歌 - 初音ミク |                                                                                           |
| 12月25日 | ガーネット                            | 月ノ美兎                                                               | 作詞・作曲・編曲・歌 - 奥華子 | アニメ映画「時をかける少女」主題歌                                                        |
| 12月25日 | Super Driver                          | 月ノ美兎                                                               | 作詞 - 畑亜貴 作曲・編曲 - 神前暁 歌 - 平野綾 | テレビアニメ「涼宮ハルヒの憂鬱（2009年版）」OP                                            |
| 12月31日 | うらめしヤッホー                      | にじさんじ降霊術                                                       | 作詞・作曲 - 和田たけあき 歌 - 初音ミク |                                                                                           |

## 書籍
- 『ユリイカ』 2018年7月号、青土社。ISBN 978-4-7917-0351-7。[141]（2018年6月27日発売）
- 『コンプティーク 2018年9月号増刊 Vティーク』 2018年9月号増刊、KADOKAWA。[142]（2018年7月26日発売）
- SFマガジン2018年10月号[143]（2018年8月25日発売）
- 『CONTINUE Vol.65 月ノ美兎』 Vol.65、太田出版。ISBN 978-4-7783-1705-8。[144]（2020年5月25日発売）

### WEB連載
- 大石昌良の本音「音楽にも物語を」（2021年3月10日 - 3月24日、KAI-YOU）ゲスト[145]

### エッセイ集
- 月ノさんのノート

KADOKAWA発行。2021年3月1日発売。通常版 ISBN 978-4-04-064777-7、限定版 ISBN 978-4-04-680369-6

## 書評
- 月ノ美兎が語る戯曲『サマータイムマシン・ブルース』（ヨーロッパ企画）[146]
- 月ノ美兎が語るヤバイ少女漫画『秘密のチャイハロ』[147]

## タイアップ・コラボレーション
- 花王 ワイドハイター Presents 月ノ美兎のバーチャル生お洗たく大作戦[148]
- 月ノ美兎＆アキラ100％共演!?『誰ガ為のアルケミスト』夏特番[149]
- VTuberLand にじさんじDays[102]
- 美兎納豆[150]
- カスタムキャスト[151]
- タカラトミー にじさんじWIXOSS[152]
- 池田模範堂 デリケアエムズ 股間大学[137]
  - 池田模範堂 デリケアエムズ 股間大学オープンキャンパス特別授業[153] - 剣持刀也と出演
- グルーヴコースター ワイワイパーティー!!!![131]
- ムカデ人間 月ノ美兎と『ムカデ人間』をみよう～ムカデ人間同時再生祭 ニコ生会場[154]
- カプコンネットキャッチャー カプとれ[155]
- Vtuberコラボ「e-maのど飴 レモネード」[156]
- 日清焼そばU.F.O. 新しい“罪”[157]